# Pyrota sinuata
Pyrota sinuata är en skalbaggsart som först beskrevs av Olivier 1795.  Pyrota sinuata ingår i släktet Pyrota och familjen oljebaggar. Inga underarter finns listade i Catalogue of Life.